# Acronychia baeuerlenii
Acronychia baeuerlenii är en vinruteväxtart som beskrevs av Thomas Gordon Hartley. Acronychia baeuerlenii ingår i släktet Acronychia och familjen vinruteväxter. Inga underarter finns listade i Catalogue of Life.